# Melanocharis citreola
Melanocharis citreola — вид горобцеподібних птахів родини фруктоїдових (Melanocharitidae). Описаний у 2021 році.

## Поширення
Ендемік Нової Гвінеї. Поширений у горах Кумава на півдні індонезійської провінції Західне Папуа. Живе у хмарному лісі на висоті 1200 м над рівнем моря.